# Juventudes de Unión Patriótica
Las Juventudes de Unión Patriótica (JUP) fueron la sección juvenil de Unión Patriótica, el partido político oficial constituido en 1924 del régimen de Primo de Rivera

## Historia
Las JUP, cuya primera junta directiva se formó en noviembre de 1924, ejercieron una labor de adoctrinamiento nacionalista de las masas. El dictador no impelió en exceso en un primer momento a las JUP, por miedo a perder el control en caso de radicalización de estas. Aparte de esta contingencia, la debilidad efectiva que manifestaron estuvo influida por factores como la aparición tardía de estas y la UP en la escena política, la escasa juventud de sus miembros o la naturaleza militar de la dictadura. Tras los disturbios universitarios de 1928 y 1929, se trató de reforzar y reorientar a las JUP para poner freno a las huelgas y protestas estudiantiles contra la dictadura, sin éxito. En 1930, una vez fallecido Primo de Rivera, la UP y las JUP se integraron en la Unión Monárquica Nacional, que crearía la Juventud de Unión Monárquica Nacional (JUMN), a la que se adscribirían los líderes de las JUP.